# Gaimardia australis
Gaimardia australis är en gräsväxtart som beskrevs av Charles Gaudichaud-Beaupré. Gaimardia australis ingår i släktet Gaimardia och familjen Centrolepidaceae. Inga underarter finns listade i Catalogue of Life.